# Hexatoma (Eriocera) aurata
Hexatoma (Eriocera) aurata is een tweevleugelige uit de familie steltmuggen (Limoniidae). De soort komt voor in het Nearctisch gebied.